# Esta não é a sua vida
Esta Não é a Sua Vida é um documentário de curta-metragem de 1991, escrito e produzido pelo cineasta Jorge Furtado e pela Casa de Cinema de Porto Alegre, com apoio da Kodak do Brasil, Curt-Alex Laboratórios e Álamo Estúdios de Som.
Fazendo uma cobertura do cotidiano e das impossibilidades de pessoas anônimas na rua, o documentário seleciona ao acaso uma pessoa para ser entrevistada e contar um pouco de sua história, a qual é revelada o cotidiano e a vida desta personagem, aqui, retirada do anonimato para as telas.
O curta-metragem foi laureado com diversos prêmios, dentre eles, o de Melhor Filme pelo 4º Festival Internacional do Curta-metragem, Clermont-Ferrand, França, em 1992, e Melhor Curta-metragem, pelo 1º Festival de Cinema da América Latina e do Caribe, Caracas, Venezuela, em 1993.

## Sinopse
Com uma narração cheia de negações absurdas sobre pessoas anônimas nas ruas, como: “este homem não come vidro” ou, “na última quarta-feira, esta mulher não deu a luz a sêxtuplos”, o documentário mostra o cotidiano nas ruas e pessoas comuns vivendo seu dia-a-dia. Ao acaso, escolhem a dona de casa Noeli Joner Cavalheiro, a qual a equipe bateu em sua casa e a convidou para fazer parte de um filme, onde a mesma relata que nunca tinha aparecido na televisão. Com sua simplicidade, Noeli relata um pouco de sua humilde vida, em como foi sua relação com os familiares na infância, a perda precoce do pai, e a criação pela madrinha, além de como cresceu com os afazeres domésticos e a vida no campo. A entrevistada também relata sobre seus relacionamentos na adolescência e juventude, bailes, noivados, até que se muda para Porto Alegre, e conhece então o homem que viria a ser seu marido e constituir uma família. Noeli relata que nos poucos dias que veio conversando com a equipe de produção, sentiu que sua vida mudou, e que sentia a necessidade de, a partir daquela entrevista, fazer sua vida diferente.

## Elenco
- Noeli Joner Cavalheiro
- José Mayer

## Recepção
A crítica recebeu a obra de Jorge Furtado destacando as possibilidades que as pessoas no anonimato possuem para contar histórias em obras documentais, longe dos clichês de grandes centros, ou figuras notáveis socialmente, apenas o simples da vida, a qual é semelhante à vida da maioria das pessoas que possam vir a ter alguma identificação. Algumas das críticas caracterizam o documentário como uma  “releitura high-tech do neo-realismo.”
Em 1991, o filme recebeu o suas primeiras premiações no 19° Festival do Cinema Brasileiro de Gramado, nas categorias Melhor Filme, Melhor Direção, Melhor Música. E também as categorias de Melhor Curta Gaúcho, Melhor Direção de Curta Gaúcho, Melhor Montagem de Curta Gaúcho e Melhor Fotografia de Curta Gaúcho.
A lista dos 100 melhores documentários brasileiros reúne o resultado de uma inquirição realizada pela Associação Brasileira de Críticos de Cinema (ABRACCINE) com a participação dos principais críticos de cinema do Brasil. A lista foi publicada em um livro em edição de luxo chamado "Documentário Brasileiro - 100 Filmes Essenciais". Seu lançamento ocorreu em outubro de 2017. O livro também tem ensaios sobre as obras eleitas.

## Prêmios
- 19º Festival do Cinema Brasileiro de Gramado, 1991: Melhor Filme (Prêmio da Crítica), Melhor Direção, Melhor Música.[3]
- Melhor Curta Gaúcho, Melhor Direção de Curta Gaúcho, Melhor Montagem de Curta Gaúcho, Melhor Fotografia de Curta Gaúcho.[3]
- 4º Festival Internacional do Curta-metragem, Clermont-Ferrand, França, 1992: Melhor Filme.[3]
- 1º Festival de Cinema da América Latina e do Caribe, Caracas, Venezuela, 1993: Melhor Curta-metragem.[3]
- 28° Festival de Cine de Huesca, Espanha, 2000: Menção Especial do Júri.[3]
- Integrante da Mostra "Os 30 Clássicos do Curta Brasileiro na Década de 90", a partir de seleção feita por personalidades do cinema do país.[3]